# Laiseca (Cantabria)
Laiseca es una localidad del municipio de Valle de Villaverde (Cantabria, España). En el año 2008 contaba con una población de 48 habitantes (INE). La localidad se encuentra a 152 metros de altitud sobre el nivel del mar, y a un kilómetro de la capital municipal, La Matanza.
- Datos: Q5969470
- Multimedia: Laiseca / Q5969470